# Ясуги
Я́суги (яп. 安来市 Ясуги-си) — город в Японии, находящийся в префектуре Симане. Площадь города составляет 420,97 км², население — 39 945 человек (1 августа 2014), плотность населения — 94,89 чел./км².

## Географическое положение
Город расположен на острове Хонсю в префектуре Симане региона Тюгоку. С ним граничат города Мацуэ, Уннан, Йонаго и посёлки Хигасиидзумо, Окуидзумо, Намбу, Нитинан.

## Население
Население города составляет 39 945 человек (1 августа 2014), а плотность — 94,89 чел./км². Изменение численности населения с 1980 по 2005 годы:
| 1980 | 49 321 чел. |  |
| 1985 | 49 616 чел. |  |
| 1990 | 48 492 чел. |  |
| 1995 | 46 934 чел. |  |
| 2000 | 45 255 чел. |  |
| 2005 | 43 839 чел. |  |

## Символика
Деревом города считается бамбук, цветком — цветок сакуры, птицей — лебедь.

## Города-побратимы
- Мирян, Республика Корея